# Kronprinz Wilhelm (schip, 1901)
 Kronprinz Wilmhelm of USS Von Steuben was een passagiersschip van de rederij Norddeutscher Lloyd. Het schip was 2,5 meter groter en 600 ton zwaarder dan het zusterschip Kaiser Wilhelm der Grosse, maar wel nog kleiner dan de Celtic II van de White Star Line.
Het schip werd ontworpen om de Blauwe wimpel van het schip Deutschland van de Hamburg-America Line te heroveren. De Deutschland had het van de Kaiser Wilhelm der Grosse afgenomen in 1900.

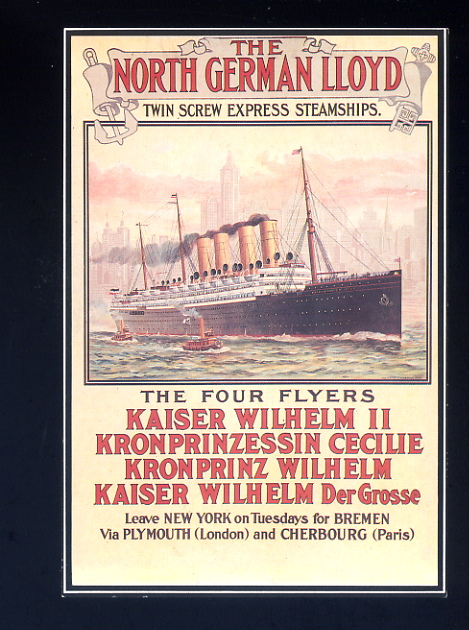

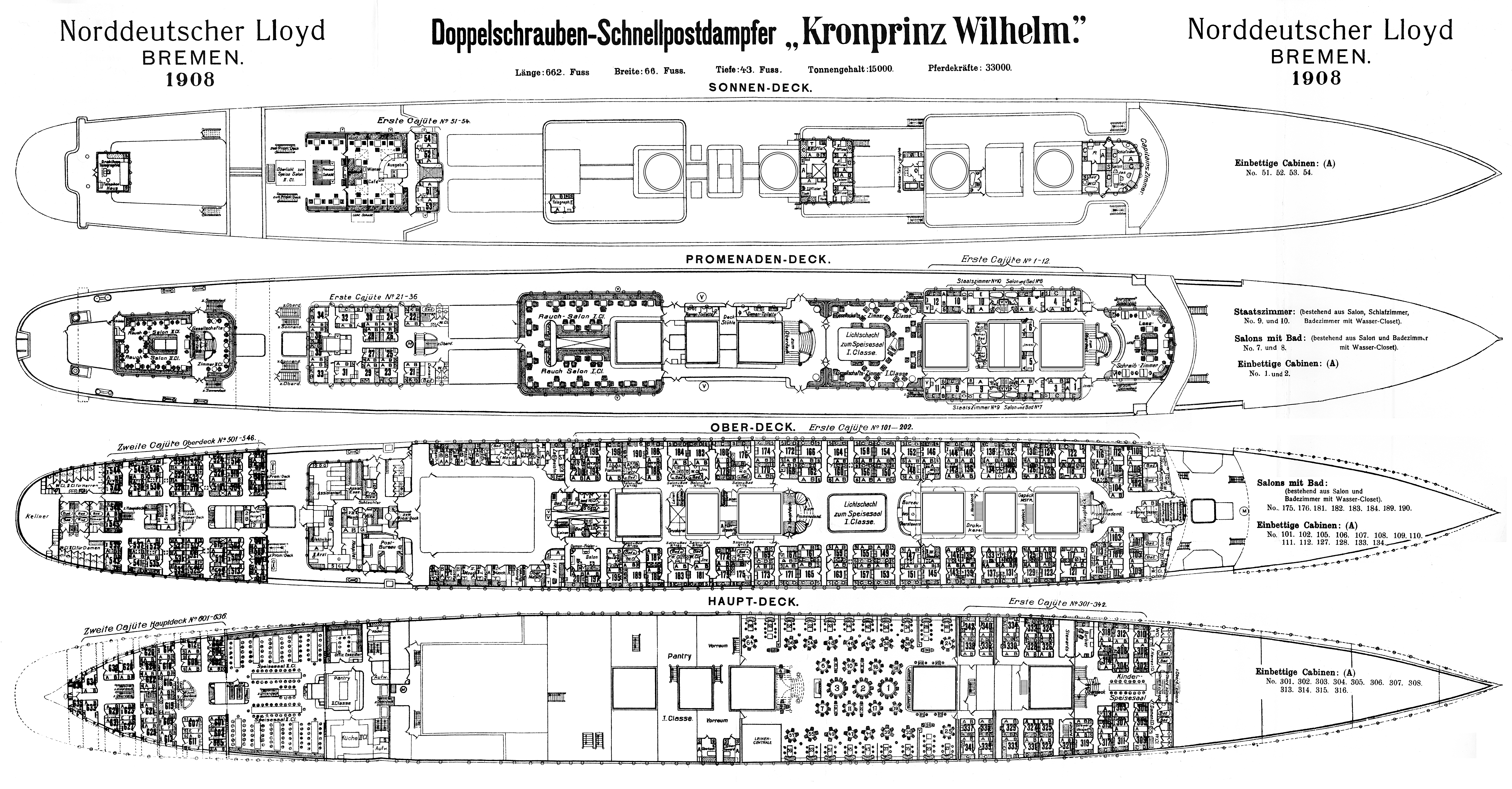

## Ongevallen
In 1902 ramde het schip in mistig weer het vrachtschip Robert Ingham dat zonk ten oosten van Southampton. Hierbij vielen twee doden.
Er was een aanvaring met de schoener Wilfred M die zonk.
Op 8 oktober 1902 kwam het tot een aanvaring met de torpedobootjager HMS Wizard van de Royal Navy.
Op 8 juli 1907 was er een aanvaring met een ijsberg op 42° 50' N en 50° 31' W, maar het schip had weinig schade en kon de haven bereiken.
In 1911 was er ook een aanvaring met de Olympic en de HMS Hawke
Zelf liep het schip weinig of geen schade op.

## Eerste Wereldoorlog
Bij de aanvang van de Eerste Wereldoorlog lag het schip in Hoboken waar het op bevel van de Duitse ambassadeur extra voorraden kolen en goederen meenam op zijn vertrek op 3 augustus 1914. Op 6 augustus was er een ontmoeting op zee met de Duitse kruiser Karlsruhe waarbij Thierfelder het commando van de Kronprinz Wilhelm overnam van Grahn. Het schip kreeg ook twee kanonnen met een kaliber van 88 mm om als hulpkruiser dienst te doen.
De Kronprinz Wilhelm begon nu aan een trip van 251 dagen waarbij 14 schepen tot zinken werden gebracht nadat ze de voorraden en de kolen overnamen. Het Britse schip Indian Prince viel onder andere waarbij de passagiers en bemanning werden gevangengezet in de kajuiten.
Nadat de bemanning tekenen van beriberi vertoonden werd het schip in de nacht van 10 april naar de neutrale Verenigde Staten geloodst doorheen zes patrouillerende kruisers. Het schip bleef daar in de wateren van Chesapeake Bay totdat ook de Verenigde Staten in oorlog waren met Duitsland. Het schip werd als troepentransport door de VS ingezet onder de naam USS von Steuben vanaf oktober 1917. Genoemd naar een Duitse huurling Friedrich Wilhelm von Steuben die discipline bijbracht aan de troepen gedurende de Amerikaanse Burgeroorlog. De USS von Steuben bood hulp na de explosie van Halifax.
Tijdens de eerste trip kwam het al tot een aanvaring met het zusterschip de Kaiser Wilhelm II dat voer onder de naam Agamemnon. 
Na de oorlog kreeg de reder United States Shipping Board het schip maar door de slechte staat bleef het in de haven liggen tot 1923 waarna het als schroot werd verkocht aan de Boston Metal Company.